# Mugineinsäure
Mugineinsäure ist ein pflanzlicher Naturstoff, der als eisenbindende chemische Verbindung zur Gruppe der Siderophore zählt.

## Vorkommen

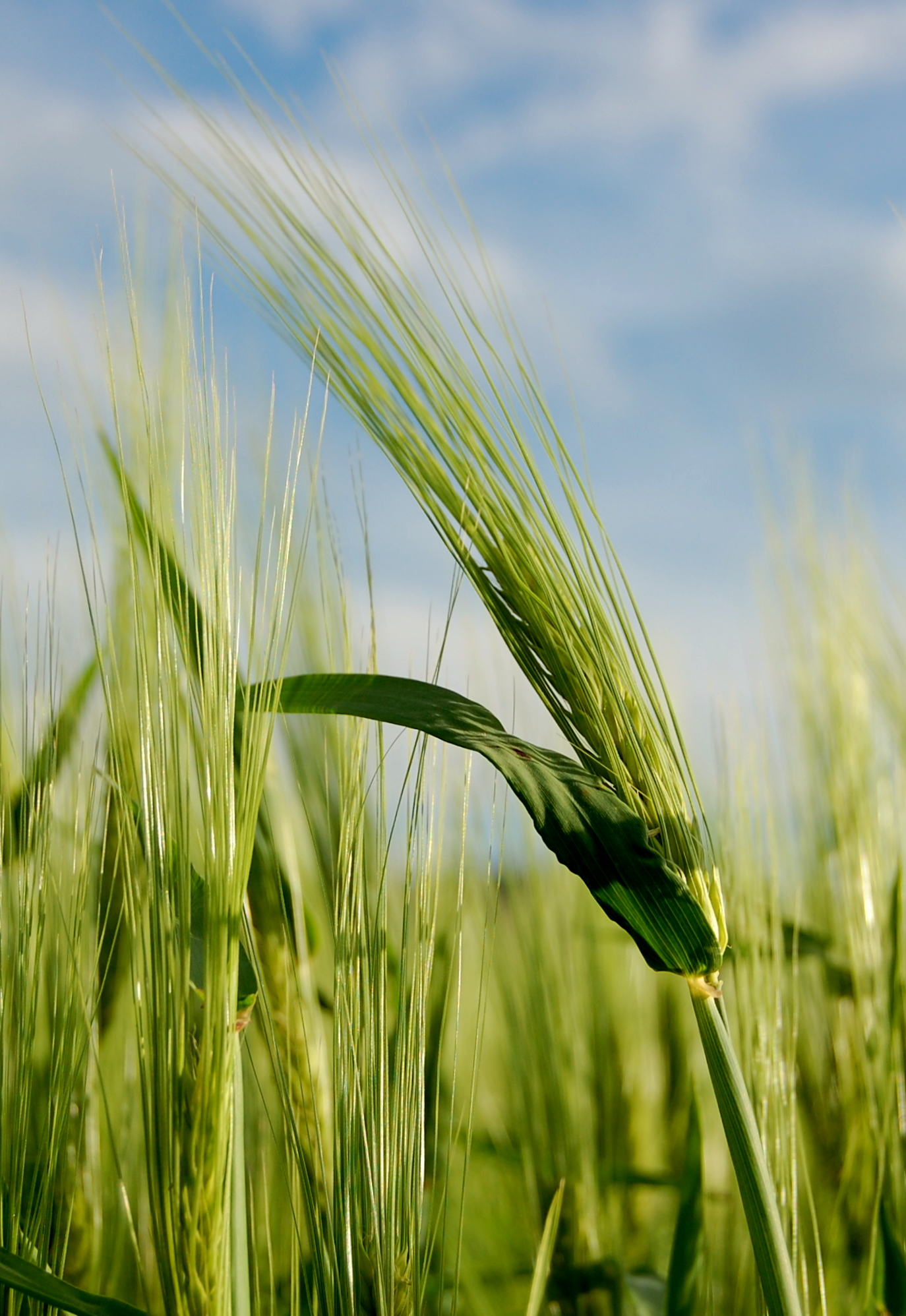
Gerste bildet Mugineinsäure

Mugineinsäure wurde zuerst aus Gerste isoliert, kommt aber auch in Weizen vor. Diverse verwandte Verbindungen kommen in anderen grasartigen Pflanzen vor.

## Biosynthese
Die Biosynthese geht von Methionin aus und verläuft über S-Adenosylmethionin und Azetidin-2-carbonsäure. Drei Moleküle von letzterer bilden ein Molekül Mugineinsäure.

## Biologische Bedeutung
Als Siderophor dient die Verbindung den Pflanzen zur Aufnahme von Eisen. Sie ist vor allem auf kalkhaltigen Böden wichtig, auf denen durch den hohen pH-Wert Eisen schlecht löslich ist und es zudem mit anderen Ionen (insbesondere Ca2+) konkurriert. Mugineinsäure wird von den Pflanzen vor allem bei Eisenmangel gebildet: Je größer der Mangel desto mehr Mugineinsäure wird abgegeben. Mugineinsäure ist aus zwei Gründen besonders wirkungsvoll in der Aufnahme von Eisen: Einerseits hat sie eine deutlich höhere Bindungsaffinität zu Fe3+ als zu anderen relevanten Ionen (Mg2+, Ca2+, Al3+), andererseits nehmen die Pflanzen nur den Mugineinsäure-Eisen-Komplex auf, den das Aufnahmesystem von Komplexen mit anderen Metallen unterscheiden kann.